# Les Cabannes (Tarn)
Les Cabannes település Franciaországban, Tarn megyében. Lakosainak száma 366 fő (2022. január 1.). Les Cabannes Amarens, Cordes-sur-Ciel, Labarthe-Bleys, Mouzieys-Panens és Vindrac-Alayrac községekkel határos.

## Népesség
A település népességének változása:
| Lakosok száma | 368  | 371  | 381  | 369  | 369  | 369  | 367  | 367  | 366  |
|               | 2013 | 2015 | 2016 | 2017 | 2018 | 2019 | 2020 | 2021 | 2022 |